# Auster Workmaster
El Auster J/1U Workmaster es un monoplano agrícola británico de ala alta, monomotor, monoplaza, de finales de la década de 1950, construido por Auster Aircraft Limited en Rearsby, Leicestershire.

## Diseño y desarrollo
De diseño tradicional de ala alta, transporta 90 galones de líquido de pulverización en un depósito al lado del piloto, proporcionándose un asiento adicional para un pasajero. El motor Lycoming 0-360-A de 180 hp acciona una hélice de paso variable McCauley que le otorga una amplia potencia; y alerones ranurados y controles de cola compensados le proporcionan un buen manejo. Se instalaron neumáticos de gran tamaño. La carrera de despegue con 2550 lb de peso bruto y la velocidad de crucero al 65 por ciento de potencia son, respectivamente, 180 yardas y 142 km/h. Crop Culture proporcionó el equipo de aspersión Britten-Norman, y esta empresa encargó nueve Workmaster.
Siguiendo la experiencia de desarrollar el avión agrícola J/1B Aiglet, Auster desarrolló un sucesor más potente, el J/1U Workmaster. Utilizando el fuselaje básico del Autocrat, se reforzó y se le agregaron filetes en la aleta dorsal, neumáticos de baja presión y un motor Avco Lycoming de 134 kW (180 hp).
Los aviones estaban equipados con atomizadores rotativos Britten-Norman para fumigación de cultivos y un depósito de productos químicos de 455 litros (100 galones imperiales) en el fuselaje. Una válvula de descarga de emergencia permitía vaciar el depósito en 5 segundos. Los Workmaster operaron principalmente en África occidental; tres ejemplares regresaron más tarde y en 2009 estaban en el registro de aeronaves civiles del Reino Unido.

## Especificaciones (J/1U)
Referencia datos: Jane's all the World's Aircraft 1959-60

### Características generales
- Tripulación: Uno (piloto)
- Capacidad: Un pasajero, con capacidad de un depósito de aspersión de 450 L
- Longitud: 7,1 m (23,4 ft)
- Envergadura: 11 m (36,1 ft)
- Altura: 1,9 m (6,2 ft)
- Superficie alar: 17,2 m² (185,1 ft²)
- Perfil alar: NACA23012
- Peso cargado: 1066 kg (2349,5 lb) típico con 230 L de líquido dispersable
- Peso máximo al despegue: 1202 kg (2649,2 lb)
- Planta motriz: 1× motor bóxer de 4 cilindros refrigerado por aire Lycoming O-360-A.
  - Potencia: 130 kW (179 HP; 177 CV)
- Hélices: McCauley bipala de paso variable
- Alargamiento: 7
- Capacidad de combustible: 150 L; aceite: 8 L

### Rendimiento
- Velocidad máxima operativa (Vno): 175 km/h (109 MPH; 94 kt) con 1070 kg a 300 m (1000 pies)
- Velocidad crucero (Vc): 150 km/h (93 MPH; 81 kt) con 1070 kg a 300 m (1000 pies)
- Velocidad de entrada en pérdida (Vs): 55 km/h (34 MPH; 30 kt) con 1070 kg (flaps abajo)
- Régimen de ascenso: 3,6 m/s (709 ft/min) con 1070 kg y flaps
- Velocidad recomendada de aspersión: 97-129 km/h
- Carrera de despegue: 151 m sin viento
- Carrera de despegue hasta 15 m (50 pies): 600 m sin viento

## Aeronaves relacionadas

### Desarrollos relacionados
- Auster J/1 Autocrat

### Secuencias de designación
- Secuencia Alfanumérica (interna de Auster): A.2/45 - J/1 Autocrat - J/1B Aiglet - J/1U Workmaster - J/2 Arrow - J/3 Atom - J/4 →